# Grupo Monitor
Grupo Monitor va ser un conglomerat de mitjans de comunicació creat al setembre de 2004, presidit pel periodista José Gutiérrez Vivó, abans d'això i des de 1998 era conegut com a Infored, va existir fins a febrer de 2009, quan la seva última tribuna, Diario Monitor, va desaparèixer.

## Mitjans que van integrar el Grup Monitor
- Sistema de noticias Monitor (va concloure transmissions el 23 de maig de 2008)
- Monitor 52MX (fins al 29 de juny de 2007)
- Diari Monitor (va publicar el seu últim exemplar, el 13 de febrer de 2009)
- Radio Monitor XENET-AM 1320 kHz (va esclatar en vaga, el 23 de maig de 2008)[1]
- Ràdio Monitor XEINFO-AM 1560 kHz (fins a abril de 2008, quan canvia d'amo)[2]
- El Heraldo de Puebla (fins al 31 de març de 2007, canvia d'amo)[3]
- Lloc web de Monitor (va desaparèixer de la web el 19 de febrer de 2009)

## Història
José Gutiérrez Vivó, titular del noticiari, va néixer en 1949 en la Ciutat de Mèxic. La seva carrera professional comença en 1969 com a venedor de temps en l'emissora en anglès Ràdio VIP XEVIP.
En 1973, l'empresa Ràdio Programes de Mèxic adquireix l'emissora Ràdio Cadena Nacional XERCN situada en el 1110 kHz, nomenant-la Ràdio Xarxa, on, un any després comença a transmetre l'informatiu Monitor en tres emissions: matutina, vespertina i nocturna. Posteriorment, Radio VIP es muda a la freqüència 88.1 MHz d'FM.
A partir de 1978, el periodista es fa càrrec de l'emissió matutina de l'informatiu, mateix que es va convertir en un dels espais informatius amb més credibilitat informativa, convertint a Gutiérrez Vivó en un dels líders d'opinió més respectats en l'escena nacional, amb un estil autèntic, únic, intens i a vegades, irreverent; criticat per alguns però lloat per altres.
A partir de 1989, Gutiérrez Vivó forma part del Fòrum Econòmic Mundial de Davos, Suïssa a l'àrea de mitjans de comunicació
Amb el pas dels anys, aquesta emissió informativa es converteix en la més escoltades a la Ciutat de Mèxic, en disposar dels serveis més eficaços i útils per al públic radiooïdor: Red Vial, proporcionant informació de trànsit i assistència vial; Monitor su solución, que brinda assessoria de diversa mena al públic, i Vigilante al volante, on diversos radiooïdors proporcionen informació de caràcter viari; entre altres més, així mateix va ser el primer noticiari radiofònic de llarga durada, a organitzar debats, a donar cabuda a veus plurals, i a fer entrevistes crítiques a funcionaris dels diferents nivells de govern.
Per a 1996, el noticiari que es transmet en el 1110 d'AM sofreix un altre canvi, quan les emissores XERED-AM 1110 kHz, XHRED-FM 88.1 MHz i XHRCA-FM 91.3 MHz a la Ciutat de Mèxic, XEDKR-AM 700 kHz a Guadalajara i XESTN-AM 1540 kHz en Monterrey són venudes pels amos de Radio Red al Grupo Radio Centro. Amb aquest canvi es funda Infored, qui produeix el noticiari a partir d'aquell any.
En 1998 se signa un contracte per 16 anys, fins a 2014, mitjançant el qual Infored produiria els noticiaris Monitor emetent-se en les freqüències de Radio Red, i Grupo Radio Centro pagaria una quantitat determinada per a pagar la producció dels noticiaris, a més del sou d'Infored, i traspassaria dues emissores: XEJP-AM 1320 kHz i XEFAJ-AM 1560 kHz.
L'any 2000, la relació de Gutiérrez Vivó amb Grupo Radio Centro es confirma amb el traspàs de les accions de les empreses concessionàries a Infored de les emissores conegudes en aquesta època com XEJP-AM 1320 kHz i XEFAJ-AM 1560 kHz.
En 2002, Gutiérrez Vivó demanda a GRC per 21 milions de dòlars a causa de violacions de contracte i drets d'autor del nom Monitor, la cort dictamina a favor d'Infored al febrer de 2004, i el 3 de març Monitor deixa de transmetre's per Radio Red 1110 AM i 88.1 FM, passant a les freqüències 1320 i 1560 propietat de Gutiérrez Vivó.
El 16 de març de 2004, Monitor comença a emetre's pel 102.5 FM de MVS Radio, i al febrer de 2005 comença a emetre's en televisió a través del canal 52MX de MVS. El 30 de novembre de 2006 Monitor es deixa d'emetre al 102.5 d'FM.
El 29 de juny de 2007, Gutiérrez Vivó anuncia la fi d'emissions de Monitor degut a una vaga per part dels treballadors de l'empresa. El noticiari torna a l'aire el 3 de setembre de 2007.
A l'abril de 2008, la freqüència 1560 d'AM és venuda a Eduardo Henkel, i Monitor contínua emetent-se al 1320 AM fins al 23 de maig de 2008, l'endemà, l'emissora esclata en vaga per part del sindicat i deixa de transmetre.
El 13 de febrer de 2009 es publica per última vegada el Diari Monitor amb el que oficialment conclou el cicle de Grupo Monitor. En l'actualitat, Gutiérrez Vivó viu als Estats Units on maneja una pàgina web anomenada Vivó en Vivo.